# David C.H. Austin
David Charles Henshaw Austin (ur. 16 lutego 1926 w Albrighton, zm. 18 grudnia 2018 tamże) – angielski ogrodnik, pisarz, twórca wielu odmian róż, znanych jako róże angielskie.

## Życiorys
Pochodził ze Shropshire. Już od wczesnej młodości interesował się uprawą roślin. W wyniku krzyżowania starych odmian róż z nowoczesnymi różami wielkokwiatowymi i wielokwiatowymi wyhodował nowe odmiany tworzące nową grupę – róże angielskie, łączące kształt i zapach kwiatów starych róż z różnorodnością kolorów i długim okresem kwitnienia, charakterystycznymi dla róż nowoczesnych. Pierwszą swoją nową odmianę, 'Constance Spry’ (synonim 'Ausfirst'), wprowadził na rynek w 1961. Stworzył ponad 240 nowych odmian róż. 
Był także autorem kilku książek o różach i tomika poezji The Breathing Earth, wydanego w 2014. W 2007 został odznaczony Orderem Imperium Brytyjskiego IV klasy (OBE).

## Róże Austina
Lista odmian róż stworzonych przez Davida C.H. Austina.
| Nazwa odmiany (synonimy)                                        | Rok wprowadzenia | Pokrój                     | Nagrody | Zdjęcie |
| --------------------------------------------------------------- | ---------------- | -------------------------- | --- | ------- |
| Abraham Darby (Auscot)                                          | 2000             | krzaczasta                 | |         |
| Admired Miranda (Ausmira)                                       | 1982             | krzaczasta                 | |         |
| Alan Titchmarsh (Ausjive, Huntington Rose)                      | 2005             | krzaczasta                 | |         |
| Ambridge Rose (Auswonder)                                       | 1990             | krzaczasta                 | |         |
| Ann (Ausfete)                                                   | 1997             | krzaczasta                 | |         |
| Anne Boleyn (Ausecret)                                          | 1999             | krzaczasta                 | |         |
| A Shropshire Lad (Ausled)                                       | 1996             | pnąca (climber)            | RHS Award of Garden Merit |         |
| Barbara Austin (Austop)                                         | 1997             |                            | |         |
| Bathsheba (Auschimbley)                                         | 2016             | pnąca (climber)            | |         |
| Beatrice (Auslevity)                                            |                  | róża na kwiaty cięte       | |         |
| Belle Story (Auselle)                                           | 1984             | krzaczasta                 | |         |
| Benjamin Britten (Ausencart)                                    | 2001             | krzaczasta                 | |         |
| Bibi Maizoon (Ausdimindo)                                       | 1989             | krzaczasta                 | |         |
| Bishop's Castle (Ausbecks)                                      | 2007             | krzaczasta                 | |         |
| Blythe Spirit (Auschool)                                        | 1999             | krzaczasta                 | |         |
| Boscobel (Auscousin)                                            | 2012             | krzaczasta                 | |         |
| Bow Bells (Ausbells)                                            | 1991             | krzaczasta                 | |         |
| Bredon (Ausbred)                                                | 1984             | krzaczasta                 | |         |
| Brother Cadfael (Ausglobe)                                      | 1986             | krzaczasta                 | |         |
| Buttercup (Ausband)                                             | 1998             | krzaczasta                 | |         |
| Canterbury (Ausbury)                                            | 1969             | krzaczasta                 | |         |
| Capability (Ausapply)                                           |                  | róża na kwiaty cięte       | |         |
| Carding Mill (Auswest)                                          | 2004             | krzaczasta                 | |         |
| Carey (Ausweather)                                              |                  | róża na kwiaty cięte       | |         |
| Cariad (Auspanier)                                              | 2010             | krzaczasta                 | |         |
| Carolyn Knight (Austurner)                                      | 2013             | krzaczasta                 | |         |
| Charity (Auschar, Charity 97)                                   | 1998             | krzaczasta                 | |         |
| Charity (Auswasher)                                             |                  | róża na kwiaty cięte       | |         |
| Charles Austin (Ausfather)                                      | 1973             | krzaczasta                 | |         |
| Charles Darwin (Auspeet)                                        | 2003             | krzaczasta                 | |         |
| Charles Rennie Mackintosh (Ausren)                              | 1988             | krzaczasta                 | |         |
| Charlotte (Auspoly)                                             | 1993             | krzaczasta                 | RHS Award of Garden Merit |         |
| Charmian (Ausmian)                                              | 1982             | krzaczasta                 | |         |
| Chaucer (Auscon)                                                | 1986             | krzaczasta                 | |         |
| Chianti (Auswine)                                               | 1967             | krzaczasta                 | |         |
| Christopher Marlowe (Ausjump)                                   | 2002             | krzaczasta                 | |         |
| Claire Austin (Ausprior)                                        | 2007             | pnąca (climber)            | |         |
| Claire Rose (Auslight)                                          | 1988             | krzaczasta                 | |         |
| Comte de Champagne (Ausufo)                                     | 2001             | krzaczasta                 | |         |
| Constance (Austruss)                                            |                  | róża na kwiaty cięte       | |         |
| Constance Spry (Ausfirst)                                       | 1961             | pnąca (climber)            | RHS Award of Garden Merit |         |
| Cordelia (Asubottle)                                            | 2000             | krzaczasta                 | |         |
| Corvedale (Ausnetting)                                          | 2001             | krzaczasta                 | |         |
| Cottage Rose (Ausglisten)                                       | 1991             | krzaczasta                 | |         |
| Country Living (Auscountry)                                     | 1991             | krzaczasta                 | |         |
| Cressida (Auscress)                                             | 1983             | krzaczasta pnąca (climber) | |         |
| Crocus Rose (Ausquest)                                          | 2000             | krzaczasta                 | RHS Award of Garden Merit |         |
| Crown Princess Margareta (Auswinter)                            | 1999             | krzaczasta pnąca (climber) | |         |
| Cymbaline (Auslean, Austeen, Cymbelene, Cymbeline)              | 1982             | krzaczasta                 | |         |
| Cymbeline (Ausglade)                                            | 2006             | róża na kwiaty cięte       | |         |
| Dame Judi Dench (Ausquaker)                                     | 2017             | krzaczasta                 | |         |
| Dame Prudence                                                   | 1969             | krzaczasta                 | |         |
| Dapple Dawn (Ausapple)                                          | 1983             | krzaczasta                 | |         |
| Darcey (Auschariot)                                             | 2009             | róża na kwiaty cięte       | |         |
| Darcey Bussell (Ausdecorum)                                     | 2006             | krzaczasta                 | RHS Award of Garden Merit, Chauncey Beadle Award for Best Shrub (2013) |         |
| Desdemona (Auskindling)                                         | 2015             | krzaczasta                 | |         |
| Doctor Jackson (Ausdoctor)                                      | 1987             | krzaczasta                 | |         |
| Dove (AUSdove, Dovedale)                                        | 1984             | krzaczasta                 | |         |
| Dr. Herbert Gray (Ausfar)                                       | 1998             | krzaczasta                 | |         |
| Edith (Auspluto)                                                |                  | róża na kwiaty cięte       | |         |
| Eglantyne (Ausmak)                                              | 1994             | krzaczasta                 | |         |
| Ellen (Auscup)                                                  | 1984             | krzaczasta                 | |         |
| Emanuel (Ausuel, Crocus, Emmanuelle)                            | 1985             | krzaczasta                 | |         |
| Emily (Ausburton)                                               | 1992             | krzaczasta                 | |         |
| England's Rose (Auslounge)                                      | 2010             | krzaczasta                 | |         |
| English Elegance (Ausleaf)                                      | 1986             | krzaczasta                 | |         |
| English Garden (Ausbuff)                                        | 1986             | krzaczasta                 | |         |
| Evelyn (Aussaucer)                                              | 1991             | krzaczasta                 | |         |
| Falstaff (Ausverse)                                             | 1999             | krzaczasta pnąca (climber) | |         |
| Fair Bianca (Ausca)                                             | 1982             | krzaczasta                 | |         |
| Fighting Temeraire (Austrava)                                   | 2011             |                            | Concurs Internacional de Roses Noves (2012) – pierwsze miejsce za zapach |         |
| Financial Times Centenary (Ausfin)                              | 1988             | krzaczasta                 | |         |
| Fisherman's Friend (Auschild, Gardener's Friend)                | 1987             | krzaczasta                 | |         |
| Francine Austin (Ausram)                                        | 1984             | krzaczasta                 | |         |
| Gentle Hermione (Ausrumba)                                      | 2005             | krzaczasta                 | |         |
| Geoff Hamilton (Ausham)                                         | 1997             | krzaczasta                 | |         |
| Gertrude Jekyll (Ausbord)                                       | 1986             | krzaczasta pnąca (climber) | RHS Award of Garden Merit, England’s Favourite Rose, The Nation’s Favourite Rose (2012), James Mason Award (2002)                                                                |         |
| Glamis Castle (Auslevel)                                        | 1992             | krzaczasta                 | |         |
| Glastonbury                                                     | 1974             | krzaczasta                 | |         |
| Golden Celebration (Ausgold)                                    | 1992             | krzaczasta                 | RHS Award of Garden Merit, Royal National Rose Society (2000) – nagrody za najlepszy zapach i najlepszą różę krzaczastą, South Australia Rose Society Show – Grand Champion      |         |
| Grace (Auskeppy)                                                | 2001             | krzaczasta                 | RHS Award of Garden Merit |         |
| Graham Thomas (Ausmas)                                          | 1983             | krzaczasta pnąca (climber) | RHS Award of Garden Merit, World’s Favourite Rose |         |
| Happy Child (Auscomp)                                           | 1993             | krzaczasta                 | |         |
| Harlow Carr (Aushouse)                                          | 2004             | krzaczasta                 | |         |
| Heathcliff (Ausnipper)                                          | 2012             | krzaczasta                 | |         |
| Heather Austin (Auscook)                                        | 1996             | krzaczasta                 | |         |
| Heavenly Rosalind (Ausmash)                                     | 1995             | krzaczasta                 | |         |
| Heritage (Ausblush)                                             | 1984             | krzaczasta                 | |         |
| Hero (Aushero)                                                  | 1982             | krzaczasta                 | |         |
| Hilda Murrell (Ausmurr)                                         | 1984             | krzaczasta                 | |         |
| Hyde Hall (Ausbosky)                                            | 2004             | krzaczasta                 | |         |
| Immortal Juno (Ausjuno)                                         | 1983             | krzaczasta                 | |         |
| Imogen (Austritch)                                              | 2016             | krzaczasta                 | |         |
| James Galway (Auscrystal)                                       | 2000             | pnąca (climber)            | |         |
| James L. Austin (Auspike)                                       | 2017             | krzaczasta                 | |         |
| Janet (Auspishus)                                               | 2003             | krzaczasta pnąca (climber) | |         |
| Jaquenetta (Ausjac)                                             | 1983             | krzaczasta                 | |         |
| Jayne Austin (Ausbreak)                                         | 1990             | krzaczasta                 | |         |
| John Clare (Auscent)                                            | 1994             | krzaczasta                 | |         |
| Jubilee Celebration (Aushunter)                                 | 2002             | krzaczasta                 | |         |
| Jude the Obscure (Ausjo)                                        | 1995             | krzaczasta                 | |         |
| Juliet (Ausjameson)                                             | 2004             | róża na kwiaty cięte       | |         |
| Kate (Auschris)                                                 |                  | róża na kwiaty cięte       | |         |
| Kathryn Morley (Ausclub)                                        | 1986             | krzaczasta                 | |         |
| Keira (Ausboxer)                                                |                  | róża na kwiaty cięte       | |         |
| Kew Gardens (Ausfence)                                          | 2009             | krzaczasta                 | RHS Award of Garden Merit, Gold Standard Award NIAB |         |
| Lady Emma Hamilton (Ausbrother)                                 | 2005             | krzaczasta                 | RHS Award of Garden Merit, Prix International w Nantes – pierwsze miejsce za zapach                                                                                              |         |
| Lady of Megginch (Ausvolume)                                    | 2006             | krzaczasta                 | |         |
| Lady of Shalott (Ausnyson)                                      | 2009             | krzaczasta pnąca (climber) | RHS Award of Garden Merit, Royal National Rose Society Trial Ground Certificate (2011)                                                                                           |         |
| Lady Salisbury (Auscezed)                                       | 2011             | krzaczasta                 | |         |
| L.D. Braithwaite (Auscrim, Leonard Dudley Braithwaite)          | 1988             | krzaczasta                 | |         |
| Leander (Auslea)                                                | 1982             | krzaczasta pnąca (climber) | |         |
| Lichfield Angel (Ausrelate)                                     | 2006             | krzaczasta                 | RHS Award of Garden Merit |         |
| Lilac Rose (Auslilac)                                           | 1990             | krzaczasta                 | |         |
| Lilian Austin (Ausmound)                                        | 1973             | krzaczasta                 | |         |
| Lochinvar (Ausbilda)                                            | 2002             | krzaczasta                 | |         |
| Lordly Oberon (Ausron)                                          | 1983             | krzaczasta                 | |         |
| Lucetta (Ausemi)                                                | 1983             | krzaczasta                 | |         |
| Maid Marion (Austobias)                                         | 2010             | krzaczasta                 | |         |
| Malvern Hills (Auscanary)                                       | 2000             | pnąca (rambler)            | |         |
| Marinette (Auscam)                                              | 1995             | krzaczasta                 | |         |
| Mary Magdalene (Ausjolly)                                       | 1998             | krzaczasta                 | |         |
| Mary Rose (Ausmary)                                             | 1983             | krzaczasta                 | |         |
| Mary Webb (Auswebb)                                             | 1984             | krzaczasta                 | |         |
| Mayor of Casterbridge (Ausbrid)                                 | 1996             | krzaczasta pnąca (climber) | |         |
| Miranda (Ausimmon)                                              | 2004             | róża na kwiaty cięte       | |         |
| Miss Alice (Ausjake)                                            | 2000             | krzaczasta                 | |         |
| Mistress Quickly (Ausky)                                        | 1998             | krzaczasta                 | |         |
| Molineux (Ausmol)                                               | 1994             | krzaczasta                 | RHS Award of Garden Merit |         |
| Moonbeam (Ausbeam)                                              | 1983             | krzaczasta                 | |         |
| Morning Mist (Ausfire)                                          | 1996             | krzaczasta                 | |         |
| Mortimer Sackler (Ausorts)                                      | 2002             | krzaczasta pnąca (climber) | RHS Award of Garden Merit |         |
| Mountain Snow (Aussnow)                                         | 1985             | pnąca (rambler)            | |         |
| Mrs. Doreen Pike (Ausdor)                                       | 1993             | krzaczasta                 | |         |
| Munstead Wood (Ausbernard)                                      | 2007             | krzaczasta                 | RHS Award of Garden Merit, Flower of the Year 2009, Japan Rose Society (2011) – złoty medal za zapach, Portland’s Best Rose Contest (2011) – najlepsza róża krzaczasta           |         |
| Noble Antony (Ausway)                                           | 1995             | krzaczasta                 | Glasgow – nagroda za zapach |         |
| Olivia Rose Austin (Ausmixture)                                 | 2014             | krzaczasta                 | |         |
| Othello (Auslo)                                                 | 1986             | krzaczasta                 | |         |
| Pat Austin (Ausmum)                                             | 1995             | krzaczasta                 | |         |
| Patience (Auspastor)                                            | 2006             | róża na kwiaty cięte       | |         |
| Peach Blossom (Ausblossom)                                      | 1990             | krzaczasta                 | |         |
| Pegasus (Ausmoon)                                               | 1995             | krzaczasta                 | |         |
| Perdita (Ausperd)                                               | 1983             | krzaczasta                 | |         |
| Port Sunlight (Auslofty)                                        | 2007             | krzaczasta                 | RHS Award of Garden Merit |         |
| Portmeirion (Ausguard)                                          | 1999             | krzaczasta                 | |         |
| Potter & Moore (Auspot)                                         | 1988             | krzaczasta                 | |         |
| Pretty Jessica (Ausjess)                                        | 1983             | krzaczasta                 | |         |
| Princess Alexandra of Kent (Ausmerchant)                        | 2007             | krzaczasta                 | Glasgow 2009 – nagroda za zapach, Desert Rose Society Show – nagroda za zapach                                                                                                   |         |
| Princess Anne (Auskitchen)                                      | 2010             | krzaczasta                 | RHS Award of Garden Merit, Grower of the Year (2011) – Best New Plant Variety |         |
| Prospero (Auspero)                                              | 1982             | krzaczasta                 | |         |
| Proud Titania (Austania)                                        | 1982             | krzaczasta                 | |         |
| Purity (Ausoblige)                                              |                  | róża na kwiaty cięte       | |         |
| Queen Anne (Austruck)                                           | 2011             | krzaczasta                 | |         |
| Queen Nefertiti (Ausap)                                         | 1988             | krzaczasta                 | |         |
| Queen of Sweden (Austiger)                                      | 2004             | krzaczasta                 | |         |
| Radio Times (Aussal)                                            | 1994             | krzaczasta                 | |         |
| Red Coat (Auscoat, Redcoat)                                     | 1973             | krzaczasta                 | |         |
| Redouté (Auspale)                                               | 1992             | krzaczasta                 | |         |
| Roald Dahl (Ausowlish)                                          | 2016             | krzaczasta                 | |         |
| Robbie Burns (Ausburn)                                          | 1985             | krzaczasta                 | |         |
| Rosalind (Austew)                                               | 2004             | róża na kwiaty cięte       | |         |
| Rose-Marie (Ausome, White Heritage)                             | 2003             | krzaczasta                 | |         |
| Rosemoor (Austough)                                             | 2004             | krzaczasta                 | RHS Award of Garden Merit |         |
| Rose of Picardy (Ausfudge)                                      | 2004             | krzaczasta                 | |         |
| Royal Jubilee (Auspaddle)                                       | 2012             | krzaczasta                 | |         |
| Rushing Stream (Austream)                                       | 1997             | krzaczasta                 | |         |
| Scarborough Fair (Ausoran)                                      | 2003             | krzaczasta                 | RHS Award of Garden Merit |         |
| Scepter'd Isle (Ausland)                                        | 1996             | krzaczasta                 | RNRS Edland Fragrance Medal |         |
| Sharifa Asma (Ausreef)                                          | 1985             | krzaczasta                 | |         |
| Shropshire Lass                                                 | 1968             | pnąca (climber)            | |         |
| Sir Clough (Ausir)                                              | 1983             | krzaczasta                 | |         |
| Sir Edward Elgar (Ausprima)                                     | 1992             | krzaczasta                 | |         |
| Sir John Betjeman (Ausvivid)                                    | 2008             | krzaczasta                 | |         |
| Sir Walter Raleigh (Auspry)                                     | 1985             | krzaczasta                 | |         |
| Sir Walter Scott (Ausfalcon)                                    | 2015             | krzaczasta                 | |         |
| Sister Elizabeth (Auspalette)                                   | 2006             | krzaczasta                 | |         |
| Skylark (Ausimple)                                              | 2007             | krzaczasta                 | RHS Award of Garden Merit |         |
| Snowdon                                                         | 1989             |                            | |         |
| Snow Goose (Auspom)                                             | 1996             | pnąca (rambler)            | |         |
| Sophy's Rose (Auslot)                                           | 1997             | krzaczasta                 | |         |
| Spirit of Freedom (Ausbite)                                     | 2002             | krzaczasta pnąca (climber) | |         |
| St. Alban (AUSchestnut)                                         | 2004             | krzaczasta                 | |         |
| St. Cecelia (Ausmit, Saint Cecelia, St. Cecilia, Saint Cecilia) | 1987             | krzaczasta                 | |         |
| St. Swithun (Auswith)                                           | 1993             | pnąca (climber)            | |         |
| Strawberry Hill (Ausrimini)                                     | 2006             | pnąca (climber)            | RHS Award of Garden Merit, Prix d’Honneur (Nantes) – nagroda za zapach, National Institute of Agricultural Botany's Gold Standard, 4. Echigo Fragrance Competition – złoty medal |         |
| Summer Song (Austango)                                          | 2005             | krzaczasta                 | |         |
| Susan Williams-Ellis (Ausquirk)                                 | 2010             | krzaczasta                 | |         |
| Swan (Auswhite)                                                 | 1987             | krzaczasta                 | |         |
| Sweet Juliet (Ausleap)                                          | 1989             | krzaczasta                 | |         |
| Symphony (Auslett, Symphonie)                                   | 1986             | krzaczasta                 | |         |
| Tamora (Austamora)                                              | 1983             | krzaczasta                 | |         |
| Tam o’Shanter (Auscerise)                                       | 2009             | krzaczasta                 | |         |
| Tea Clipper (Ausrover)                                          | 2006             | krzaczasta                 | |         |
| Teasing Georgia (Ausbaker)                                      | 1998             | pnąca (climber)            | RHS Award of Garden Merit |         |
| Tess (Ausyacht)                                                 |                  | róża na kwiaty cięte       | |         |
| Tess of the d’Urbervilles (Ausmove)                             | 1998             | pnąca (climber)            | |         |
| The Albrighton Rambler (Ausmobile)                              | 2013             | pnąca (rambler)            | |         |
| The Alexandra Rose (Ausday)                                     | 1992             | krzaczasta                 | |         |
| The Alnwick Rose (Ausgrab)                                      | 2001             | krzaczasta                 | |         |
| The Ancient Mariner (Ausoutcry)                                 | 2015             | krzaczasta                 | |         |
| The Countryman (Ausman)                                         | 1987             | krzaczasta                 | |         |
| The Dark Lady (Ausbloom)                                        | 1987             | krzaczasta                 | |         |
| The Endeavour (Ausdisco)                                        | przed 2005       | krzaczasta                 | |         |
| The Friar                                                       | 1969             | krzaczasta                 | |         |
| The Generous Gardener (Ausdrawn)                                | 2002             | pnąca (climber)            | RHS Award of Garden Merit, The Hague Trials w Holandii (2010) – złoty medal w kategorii róż pnących                                                                              |         |
| The Herbalist (Aussemi, Herbalist)                              | 1991             | krzaczasta                 | |         |
| The Ingenious Mr. Fairchild (Austijus)                          | 2003             | krzaczasta pnąca (climber) | |         |
| The Lady Gardener (Ausbrass)                                    | 2013             | krzaczasta                 | |         |
| The Lady of the Lake (Ausherbert)                               | 2014             | pnąca (rambler)            | |         |
| The Lady's Blush (Ausoscar)                                     | 2010             | krzaczasta                 | |         |
| The Lark Ascending (Ausursula)                                  | 2012             | krzaczasta                 | |         |
| The Mayflower (Austilly)                                        | 2001             | krzaczasta                 | RHS Award of Garden Merit |         |
| The Miller                                                      | 1970             | krzaczasta                 | |         |
| The Mill on the Floss (Austulliver)                             | 2018             | krzaczasta                 | |         |
| The Nun (Ausnun)                                                | 1987             | krzaczasta                 | |         |
| The Pilgrim (Auswalker)                                         | 1991             | pnąca (climber)            | RHS Award of Garden Merit |         |
| The Poet's Wife (Auswhirl)                                      | 2014             | krzaczasta                 | |         |
| The Prince (Ausvelvet)                                          | 1990             | krzaczasta                 | |         |
| The Prioress                                                    | 1969             | krzaczasta                 | |         |
| The Reeve (Ausreeve)                                            | 1979             | krzaczasta                 | |         |
| The Shepherdess (Austwist)                                      | 2005             | krzaczasta                 | |         |
| The Squire (Ausire)                                             | 1977             | krzaczasta                 | |         |
| The Wedgwood Rose (Ausjosiah)                                   | 2009             | pnąca (climber)            | |         |
| The Yeoman (Ausyeo)                                             | 1969             | krzaczasta                 | |         |
| Thomas à Becket (Auswinston)                                    | 2013             | krzaczasta                 | |         |
| Tradescant (Ausdir)                                             | 1993             | krzaczasta                 | |         |
| Tranquillity (Ausnoble)                                         | 2012             | krzaczasta                 | |         |
| Trevor Griffiths (Ausold)                                       | 1997             | krzaczasta                 | |         |
| Troilus (Ausoil)                                                | 1983             | krzaczasta                 | |         |
| Vanessa Bell (Auseasel)                                         | 2017             | krzaczasta                 | |         |
| Warwick Castle (Auslian)                                        | 1986             | krzaczasta                 | |         |
| Wenlock (Auswen)                                                | 1984             | krzaczasta                 | |         |
| Wife of Bath (Auswife)                                          | 1969             | krzaczasta                 | |         |
| Wild Edric (Aushedge)                                           | 2004             | krzaczasta                 | |         |
| Wildeve (Ausbonny)                                              | 2003             | krzaczasta                 | RHS Award of Garden Merit |         |
| Wildflower (Auswing, Wild Flower)                               | 1986             | krzaczasta                 | |         |
| William and Catherine (Ausrapper)                               | 2011             | krzaczasta                 | |         |
| William Morris (Auswill)                                        | 1998             | krzaczasta pnąca (climber) | |         |
| William Shakespeare (Ausroyal)                                  | 1987             | krzaczasta                 | |         |
| William Shakespeare 2000 (Ausromeo)                             | 2000             | krzaczasta                 | |         |
| Winchester Cathedral (Auscat)                                   | 1984             | krzaczasta                 | |         |
| Windermere (Aushomer)                                           | 2006             | krzaczasta                 | |         |
| Windflower (Auscross)                                           | 1994             | krzaczasta                 | |         |
| Windrush (Ausrush)                                              | 1984             | krzaczasta                 | |         |
| Wise Portia (Ausport)                                           | 1982             | krzaczasta                 | |         |
| Wisley (Ausintense)                                             | 2004             | krzaczasta                 | |         |
| Wisley 2008 (Ausbreeze)                                         | 2008             | krzaczasta                 | |         |
| Wollerton Old Hall (Ausblanket)                                 | 2011             | pnąca (climber)            | |         |
| Yellow Button (Auslow)                                          | 1975             | krzaczasta                 | |         |
| Yellow Charles Austin (Ausling, Ausyel)                         | 1981             | krzaczasta                 | |         |
| Young Lycidas (Ausvibrant)                                      | 2008             | krzaczasta                 | Barcelona 2009 – pierwsze miejsce za zapach |         |